# Burn Up W
Burn Up W (バーンナップW) — аниме, снятое в 1996 году. Главные герои входят в состав отряда специального назначения под названием «Воины». В аниме присутствуют элементы фансервиса.

## Сюжет
Полиция Токио часто не в состоянии справиться с преступностью, и тогда на помощь приходит специальный полицейский отряд под названием «Воины». Противниками отряда являются члены террористической организации «Коготь сокола», похищающие политических деятелей по всему миру. Также террористы занимаются производством электронных наркотиков и промыванием мозгов и ставят своей задачей вовлечь мир в хаос.

## Персонажи
Рио Кинедзоно (яп. 利緒 Кинедзоно Рио) — главная героиня аниме, офицер полиции и член отряда «Воинов». Прекрасно владеет навыками рукопашного боя. Много внимания уделяет своей внешности, любит покупать вещи, которые ей нравятся, не обращая внимания на средства. Из-за этой своей привычки вынуждена занимать деньги и искать подработку. Хочет выйти замуж за богатого человека, чтобы бросить службу в полиции и иметь возможность покупать себе всё, что пожелает.
Сэйю: Юка Имаи
Мая Дзингу (яп. 真弥 Дзингу Мая) — член отряда «Воинов», снайпер. Помешана на оружии, любит пострелять. Часто во время выполнения заданий ей не удаётся пострелять так, как она того хочет, из-за чего она испытывает чувство неудовлетворённости. Считает, что чем оружие больше, тем оно лучше. По причине своего пристрастия к стрельбе часто говорит, что может уволиться из полиции и станет наёмником.
Сэйю: Мая Окамото
Лилика Эбетт (яп. リリカ Эбетт Лилика) — компьютерный эксперт в отряде «Воинов». Дочь богатого бизнесмена, которая работает в полиции, несмотря на то, что у неё много денег. Она даже отказалась от космического спутника, который ей хотел подарить отец на день рождения. Непосредственно в операциях отряда не участвует, вместе с Маки с помощью компьютера обеспечивает поддержку «Воинам».
Сэйю: Сакура Тангэ
Нанвел Кендлстик (яп. ナンベル) — технический эксперт в отряде «Воинов». Гений в области робототехники, именно она разработала робота-охотника "El Heggunte". Имеет пристрастие к механическим вещам и роботам. В последнем эпизоде она разрабатывает для Рио силовой кулак, а для Маи – противотанковое ружьё.
Сэйю: Юри Амано
Маки Кавасаки (яп. マキ Кавасаки Маки) — лидер отряда. Серьёзная женщина, не лишённая, однако, чувства юмора.
Сэйю: Юмико Сибата
Юдзи Наруо (яп. ユージ Наруо Юдзи) — водитель в отряде. Извращенец, постоянно заглядывает под женские юбки и посещает порномагазины. Однако, несмотря на свои недостатки, не лишён обаяния. Влюблён в Рио.
Сэйю: Рётаро Окиаю

## Список серий
| 1 | Skin Dive «Sukin Daibu» (スキンダイヴ)                                            | 10 апреля 1996   |
| Представители правительств со всего мира приехали в Токио на форум. В здание, где проходит форум, проникают террористы и берут заложников. Члены террористической группы, называющие себя «Коготь сокола», выдвигают странные требования. В дело вмешиваются «Воины». |                                                                                   |                  |
| 2 | Virtual Idol «Den-nou aidoru Sagase» (電脳アイドル捜せ)                           | 26 июня 1996     |
| Юдзи при помощи виртуального шлема общается с Марией — девушкой, которая существует только в виртуальном пространстве. Однако Юдзи убеждён, что она существует в реальности. Она говорит ему, что собирается встретиться с ним в реальном мире. Позже неизвестный звонит в полицию и говорит, что Мария находится у него в заложниках. «Воины» отправляются на поиски Марии (или её программного диска). |                                                                                   |                  |
| 3 | Policetown Assault - Act 1 «Porisutaun Kyousyuu-Akuto-1» (ポリスタウン強襲-Act-1) | 25 августа 1996  |
| Полицейский департамент захватывают террористы. Теперь только «Воины» способны помочь. |                                                                                   |                  |
| 4 | Policetown Assault - Act 2 «Porisutaun Kyousyuu-Akuto-2» (ポリスタウン強襲-Act-2) | 26 сентября 1996 |
| «Воины» должны освободить полицейский департамент от террористов. Нанвел даёт Рио и Мае новое оружие. Рио, Мая и Лилика должны применить все свои навыки, чтобы уничтожить врага. |                                                                                   |                  |